# Hüllerup
Hüllerup (dänisch: Hyllerup) ist ein Ortsteil der Gemeinde Handewitt.

## Lage
Das Dorf Hüllerup liegt südlich des Waldrandes des Handewitter Forstes. Es hat eine straßendorf-ähnliche Gestalt, denn es liegt hauptsächlich an der von Osten nach Westen verlaufenden Bredstedter Straße. Wie der Name der Straße schon verrät, gehört diese zu einer 25 Kilometer langen Straßenverbindung, die zum nordfriesischen Ort Bredstedt führt. Ungefähr zwei Kilometer östlich des Dorfes Hüllerup liegt Neuholzkrug. Unter anderem verbindet ein Waldweg die beiden Orte. Siebenhundert Meter südlich liegt das Nachbardorf Haurup. Nördlich jenseits des Waldes liegt in drei Kilometer Entfernung der Hauptort Handewitt. Vom Dorf Hüllerup ist der Hauptort der Gemeinde über die Landstraße 96 (L 96) erreichbar. Die nordöstlich gelegene Stadt Flensburg liegt ungefähr drei Kilometer vom Dorf Hüllerup entfernt.

## Geschichte
Im lokalen Gildenverzeichnis von 1379–1509 fand der Ort unter dem Namen „Hwldorph“ erstmals Erwähnung. Das Präfix Hylle- geht auf Dänisch hyld für Holunder oder eventuell auf altnordisch hylr für eine tiefe Stelle bei einem Bach zurück. Die Endung -rup des heute gebräuchlichen Ortsnamens ist ein Synonym für ein „Dorf“.
Hüllerup gehörte nicht wie das restliche Handewitt zur Wiesharde, sondern zur Treiaharde. 1557 lagen an der Dorfstraße von Hüllerup (also an der heutigen Straße Alte Dorfstraße) vier Hufen. Eine weitere lag zudem im Hüllerupfeld. Die Verkoppelung wurde im Jahr 1798 in Hüllerup durchgeführt. 1854 wurde Hüllerup dem Amt Flensburg zugefügt und wurde letztlich seit dieser Zeit auch der Wiesharde zugeordnet. Auf der vom dänischen Generalstab verwendeten Landesaufnahme der Wissenschaftlichen Gesellschaft Dänemarks von 1857/1858 sowie auf der Karte der Preußischen Landesaufnahme um 1879 war Hüllerup mit seinen Häusern und Höfen schon zu erkennen. Von 1956 bis 1976 erfolgte offenbar die Flurbereinigung. Anfang der 1960er Jahre wurde ein Bebauungsplan aufgesetzt und eine Phase reger Bautätigkeit setzte ein. Bis 1980 wurden ganze 70 neue Häuser im Dorf errichtet. Im Zuge der Auflösung des Kreises Flensburg-Land im Jahr 1974 wurde die zuvor eigenständige Gemeinde Hüllerup zusammen mit Ellund, Gottrupel, Haurup und Timmersiek nach Handewitt eingemeindet.